# جین کادول
جین کادول (به انگلیسی: Jane Cadwell) (زادهٔ ۱۶ فوریهٔ ۱۹۱۵) شناگر اهل ایالات متحده آمریکا است.